# انعكاس (سلوك)
الانعكاس (بالانجليزية: Mirroring) هو سلوك يقلد فيه شخصٌ ما لا شعوريًا إيماءة أو نمط كلام أو حالة شخصٍ آخر. وغالبًا ما يحدث الانعكاس في المواقف الاجتماعية لا سيما بصحبة الأصدقاء المقربين أو العائلة، ودائماً ما يمر دون أن يلاحظه أحد من قبل الطرفين. وغالبًا ما تؤثر هذه الفكرة على مفاهيم الأفراد الآخرين حول الفرد الذي يملك سلوكيات انعكاس التي يمكن أن تبني علاقة فردية مع الآخرين.
يختلف الانعكاس عن التقليد الواعي تحت فرضية أنه في حين أن الأخير هو جهد واعي وعلني عادةً لتقليد شخص آخر، فإن الانعكاس يتم دون وعي أثناء الفعل وغالبًا ما يمر دون أن يلاحظه أحد. وقد وصف أيضًا بأنه تأثير الحرباء.
غالبًا ما يبدأ سلوك الانعكاس في وقت مبكر من الطفولة، حيث يبدأ الأطفال في تقليد الأفراد من حولهم وإقامة روابط مع حركات جسدية معينة. تأسس القدرة على تقليد أفعال شخص آخر للرضيع شعوراً بالتعاطف، وبالتالي القدرة على فهم مشاعر الشخص الآخر. ويستمر الرضيع في إقامة روابط مع مشاعر الأفراد الآخرين وبالتالي عكس حركاتهم.
يمكن أن يؤسس الانعكاس علاقة مع الفرد المعكوس، حيث أن أوجه التشابه في الإيماءات غير اللفظية تسمح للفرد بالشعور بمزيد من الارتباط مع الشخص الذي يظهر السلوك المنعكس. نظرًا لأن الشخصين في الموقف يظهران إيماءات غير لفظية متشابهة، فقد يعتقدان أنهما يشتركان في مواقف وأفكار متشابهة أيضًا. تتفاعل الخلايا العصبية المرآة مع هذه الحركات وتسببها، مما يسمح للأفراد بالشعور بإحساس أكبر بالمشاركة والانتماء داخل الموقف.

## الظهور

حالة انعكاس حدثت خلال لقاء مع الرئيس ريغان

يحدث الانعكاس بشكل عام دون وعي حيث يتفاعل الأفراد مع الموقف. يعد الانعكاس أمرًا شائعًا في المحادثة، حيث يبتسم المستمعون عادةً أو يستهجنون مع المتحدث، بالإضافة إلى تقليد وضع الجسم أو الموقف تجاه الموضوع. قد يكون الأفراد أكثر استعدادًا للتعاطف مع الأشخاص الذين يعتقدون أن لديهم اهتمامات ومعتقدات مماثلة وقبولهم، وبالتالي فإن عكس الشخص الذي يتحدث معه قد ينشئ روابط بين الأفراد المعنيين.

### المقابلات
قد يلعب الانعكاس دورًا في مدى جودة نجاح الفرد في مقابلة العمل. في دراسة أجراها وورد و زانا و كوبر، جرى توجيه المحاورين لاتباع أنواع معينة من لغة الجسد في ظروف تجريبية مختلفة. في إحدى الحالات، طُلب من المحاورين إظهار لغة جسد مختلفة وغير مهتمة (مثل الميل أو تجنب الاتصال بالعين)، وفي حالة أخرى، طُلب منهم إظهار لغة جسد أكثر ترحيبًا (مثل الابتسام والتواصل البصري ). ونتيجة لذلك، بدأ الأفراد الذين تمت مقابلتهم في عكس تصرفات القائم بإجراء المقابلة، وبالتالي فإن الأفراد الذين لديهم لغة جسد أقل ودية كان أداءهم في المقابلة أسوأ من الأفراد الذين كانوا في حالة ودية. توضح الدراسة أن المواقف الأولية التي قد يكون لدى المحاور من الفرد الذي تجري مقابلته قد تؤثر على أداء الشخص الذي تمت مقابلته بسبب الانعكاس.

### آثار الفقدان
قد يكون الأفراد المصابون بالتوحد أو غيرهم من الصعوبات الاجتماعية أقل عرضة لإظهار الانعكاس، حيث قد يكونون أقل وعيًا بتصرفات الآخرين. قد يتسبب هذا العامل في صعوبات إضافية للأفراد، لأنه بدون انعكاس، قد يكون إنشاء روابط مع أشخاص آخرين أكثر صعوبة. بالإضافة إلى ذلك، قد يكون الأفراد الآخرون أقل احتمالية لبناء علاقة مع الشخص، لأنه بدون عكس الشخص قد يبدو أكثر اختلافًا وأقل ودية. الأفراد الذين لا يدركون هذه الإيماءة دون وعي قد يواجهون صعوبات في المواقف الاجتماعية، حيث قد يكونون أقل قدرة على فهم منظور شخص آخر دون ذكر ذلك صراحة، وبالتالي قد لا يفهمون الإشارات السرية التي غالبًا ما تستخدم في العالم الاجتماعي. من الممكن للأفراد المصابين بالتوحد أن يتعلموا عن عمد وأن يصبحوا مدركين لهذه الإشارات.

### التجارب على البشر
أظهرت الدراسات التي استخدمت الرنين المغناطيسي الوظيفي أن هناك دليلًا على الانعكاس في البشر مشابه لتلك الموجودة في القرود في الفص الجداري السفلي وجزء من التلفيف الجبهي السفلي. يُظهر البشر علامات انعكاس إضافية في أجزاء من الدماغ لم تلاحظ لإظهار خصائص الانعكاس في الرئيسيات، مثل المخيخ. كما ثبت أن التنوع العصبي يسمح للأطفال الذين يعانون من النمط العصبي بفهم ما هي نوايا فعل ما قبل رؤية التسلسل بأكمله. لهذا السبب، يمكن للطفل أن يرى شخصًا ما يلتقط الطعام بنية الأكل ويطلق جميع السلاسل الحركية اللازمة له لالتقاط طعامه والاستمرار في حركات تناوله أيضًا. لقد ثبت أن الأطفال المصابين بالتوحد يفتقرون إلى رد الفعل المتسلسل الحركي ويُعتقد أنهم يستخدمون حواسًا أخرى، مثل الحواس البصرية أو الجسدية، لإنجاز مهام مماثلة.

## النمو

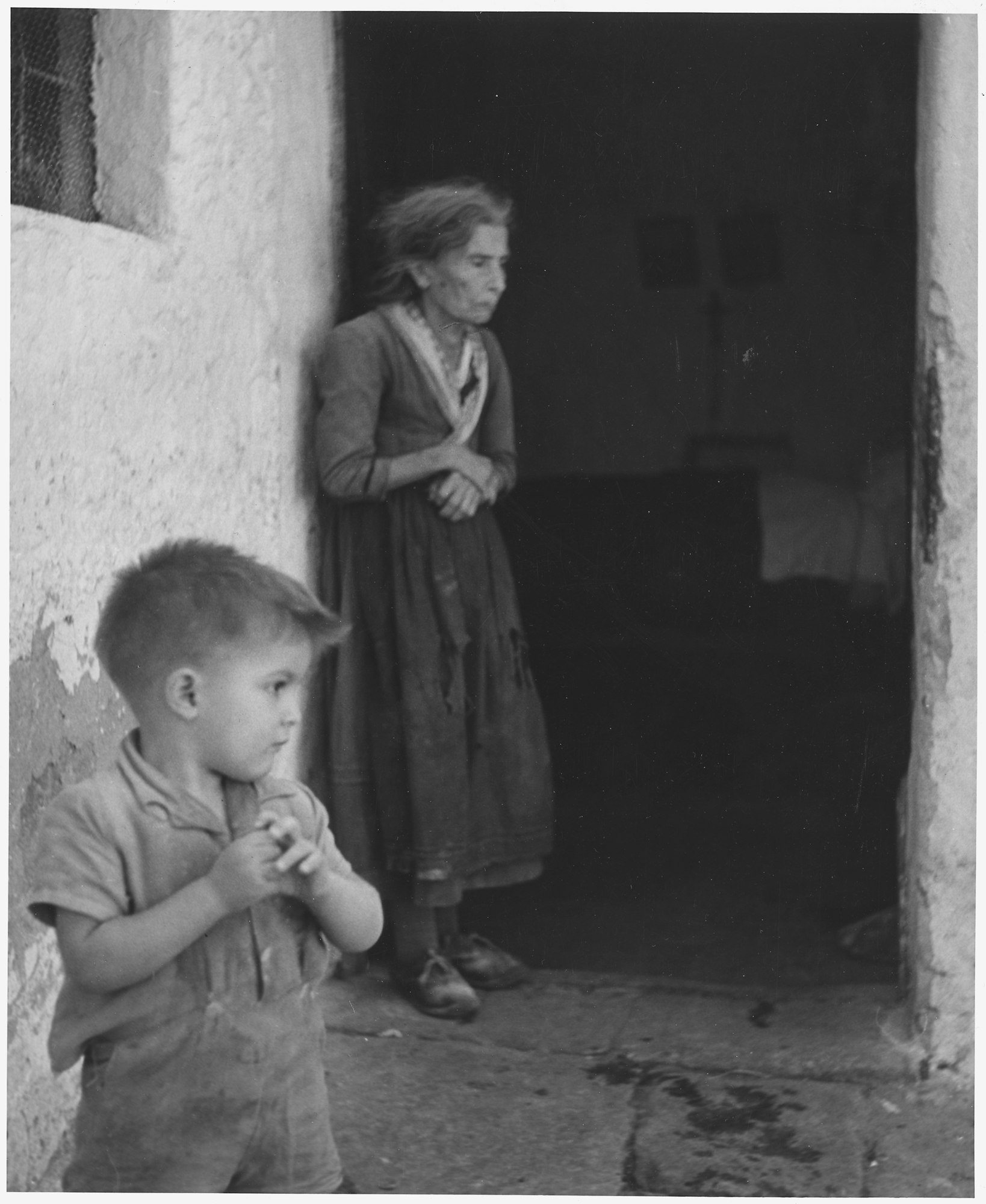
صبي صغير يعكس إيماءة جدته

في تفاعلات الرضيع مع الوالدين، يتألف الانعكاس من محاكاة الوالد لتعبيرات الرضيع أثناء نطق المشاعر التي ينطوي عليها التعبير. يساعد هذا التقليد الرضيع على ربط المشاعر بتعبيراته، بالإضافة إلى الشعور بالتحقق من صحة عواطفه حيث يُظهر الوالد الموافقة من خلال التقليد. أظهرت الدراسات أن الانعكاس جزء مهم من نمو الطفل والرضع.
وفقًا لنظريات هاينز كوهت في علم النفس الذاتي، يحتاج الأفراد إلى إحساس بالتحقق من الانتماء من أجل تأسيس مفاهيمهم عن الذات. عندما يعكس الآباء أطفالهم، قد يساعد هذا الإجراء الطفل على تنمية شعور أكبر بالوعي الذاتي والتحكم في النفس، حيث يمكنهم رؤية مشاعرهم في وجوه والديهم. بالإضافة إلى ذلك، قد يتعلم الأطفال ويختبرون مشاعر جديدة وتعبيرات وجه وإيماءات من خلال عكس التعبيرات التي يستخدمها آباؤهم.
قد تساعد عملية الانعكاس الأطفال على إنشاء روابط للتعبير عن المشاعر وبالتالي تعزيز التواصل الاجتماعي لاحقًا في الحياة. يتعلم الأطفال أيضًا الشعور بالأمان والصلاحية في عواطفهم من خلال الانعكاس، حيث إن تقليد الوالدين لمشاعرهم قد يساعد الطفل على التعرف على أفكارهم ومشاعرهم بسهولة أكبر.

### مفهوم الذات
لقد ثبت أن الانعكاس يلعب دورًا مهمًا في تطوير فكرة الرضيع عن الذات. تشير أهمية الانعكاس إلى أن الأطفال الرضع يجمعون مهاراتهم الاجتماعية في المقام الأول من والديهم، وبالتالي فإن الأسرة التي تفتقر إلى الانعكاس قد تمنع النمو الاجتماعي للطفل. بدون الانعكاس، قد يكون من الصعب على الطفل ربط عواطفه بالتعبيرات التي تم تعلمها اجتماعيًا وبالتالي يكون لديه تجربة صعبة في التعبير عن مشاعره.

### التعاطف
قد يؤدي عدم القدرة على محاكاة الأفراد الآخرين بشكل صحيح إلى إجهاد العلاقات الاجتماعية للطفل في وقت لاحق من الحياة. قد تكون هذه السلالة موجودة لأن الآخرين قد يشعرون بأنهم بعيدون عن الطفل بسبب قلة الألفة، أو لأن الطفل قد يواجه صعوبة في الشعور بالتعاطف مع الآخرين دون انعكاس.
يساعد الانعكاس على تسهيل التعاطف، حيث يشعر الأفراد بسهولة أكبر بمشاعر الآخرين من خلال محاكاة الموقف والإيماءات. يسمح الانعكاس أيضًا للأفراد بالشعور ذاتيًا بألم الآخرين عند مشاهدة الإصابات. قد يساعد هذا التعاطف الأفراد على إنشاء علاقات دائمة وبالتالي التفوق في المواقف الاجتماعية. يسمح إجراء الانعكاس للأفراد بالاعتقاد بأنهم أكثر تشابهًا مع شخص آخر، ويمكن أن يكون التشابه المتصور أساسًا لإنشاء علاقة. على هذا النحو، فإن عكس القيم مهم أيضًا.

## العلاقة
قد تكون العلاقة جزءًا مهمًا من الحياة الاجتماعية، حيث أن إقامة علاقة مع فرد ما هي عمومًا الطريق الأولي لتكوين صداقات أو معارف مع شخص آخر. يمكن أن يساعد الانعكاس في إقامة علاقة، حيث إن إظهار تصرفات ومواقف وأنماط كلام مماثلة كشخص آخر قد يقودهم إلى الاعتقاد بأن الشخص أكثر تشابهًا معهم وبالتالي من المرجح أن يكون صديقًا.
قد يعتقد الأفراد أنه نظرًا لتكرار إيماءات الفرد، يمكن للمرء أن يحمل معتقدات ومواقف مماثلة للفرد. قد يكون الانعكاس أكثر انتشارًا في الصداقات الوثيقة أو العلاقات الرومانسية، حيث يحترم الأفراد بعضهم البعض بدرجة عالية وبالتالي يرغبون في تقليدهم أو استرضائهم. بالإضافة إلى ذلك، قد يكون لدى الأفراد الأصدقاء أوجه تشابه أكثر من شخصين غريبين، وبالتالي قد يكونون أكثر عرضة لإظهار لغة جسد مماثلة بغض النظر عن الانعكاس.
يتم تنشيط الخلايا العصبية المرآتية داخل الفرد الذي يبدأ في عكس حركات الآخر ويسمح له بتواصل وفهم أكبر مع الفرد الذي يعكسه، بالإضافة إلى السماح للفرد الذي يجري انعكاسه بالشعور باتصال أقوى مع الآخر فرد.

### ديناميات القوة
بالإضافة إلى ذلك، من المرجح أن يعكس الأفراد الشخص الذي يتمتع بمكانة أو سلطة أعلى. إن عكس الأفراد ذوي السلطة الأعلى قد يخلق وهمًا بمكانة أعلى، أو يخلق علاقة مع الفرد في السلطة، مما يسمح للشخص بالحصول على مصلحة مع الفرد في السلطة.
قد تكون هذه الآلية مفيدة للأفراد في المواقف التي يكونون فيها في وضع مساومة مع فرد يمتلك المزيد من القوة، لأن العلاقة التي يخلقها الانعكاس قد تساعد في إقناع الفرد ذي المكانة الأعلى بمساعدة الشخص ذي المكانة الأدنى. تشمل هذه المواقف مقابلات العمل، ومواقف العمل الأخرى مثل طلب الترقيات، والتفاعل بين الوالدين والطفل، وطلب خدمات الأساتذة. تتضمن كل حالة من هذه المواقف طرفًا في وضع أقل قوة للمساومة وطرفًا آخر لديه القدرة على تلبية احتياجات الشخص ذي المكانة الأدنى ولكنه قد لا يرغب بالضرورة في ذلك. وبالتالي، يمكن أن يكون الانعكاس أداة مفيدة للأفراد ذوي المكانة المتدنية من أجل إقناع الطرف الآخر بتقديم سلع أو امتيازات للطرف ذي المكانة الأدنى.

## أنظر أيضا
- التعلم الحسي الحركي
- التواصل غير الكلامي